# Kurier Polski (1729–1760)
Kurier Polski (staropol. Kuryer Polski, początkowo w 1729 r. Nowiny Polskie, w latach 1734–1736 Gazety Polskie) – polski tygodnik wydawany w XVIII wieku w Warszawie    . „Kurier Polski” był jedyną w Europie lat 1730–1760 gazetą, która w całości poświęcona była informacjom krajowym.

## Historia
Gazeta założona została przez zakon pijarów, którzy uzyskali od króla polskiego Augusta II Mocnego wyłączny przywilej na wydawanie gazet w Królestwie Polskim wystawiony 7 września 1729 roku w Grodnie .
Pierwszy numer wyszedł 4 stycznia 1729 r. pod początkową nazwą „Nowiny Polskie”. Tego samego roku pod tym tytułem ukazało się w sumie 48. numerów. Dodatek poświęcony informacjom z zagranicy pt. „Relata Refero” opublikowany został 8 stycznia 1729 r. 21 grudnia 1730 r. nazwa pisma została zmieniona na „Kurier Polski” i pod tym nowym tytułem, ale zgodnie ze starą numeracją wyszły numery 49 i 50. Od 1730 numerację liczono od nowa zmieniając ją na liczby rzymskie I, II... itd . W styczniu 1730 roku pijarzy zmienili również nazwę dodatkowej gazety „Relata Refero” na „Uprzywilejowane Wiadomości z Cudzych Krajów”. Oba tytuły się uzupełniały: „Kurier Polski” podejmował tematykę krajową, a „Uprzywilejowane Wiadomości...” zajmowały się tematyką zagraniczną. Gazety redagowane przez historyka i geografa Jana Naumańskiego, J. Milżewskiego i Michała Łowisza drukowane były w drukarni pijarskiej przez siedem lat  . W latach 1734–1736 gazeta była wydawana pod nazwą „Gazety Polskie” i „Gazety Cudzoziemskie”, od 1737 r. powróciła do tytułu „Kurier Polski”.
W 1737 r. przywilej wydawniczy na pisma w języku polskim, włoskim oraz łacińskim w Królestwie Polskim przejęli rywalizujący z pijarami jezuici. Oba tytuły stały się ich własnością i drukowali je we własnej drukarni jezuickiej w Warszawie. Część nakładu jednak jeszcze do 1739 roku drukowali także pijarzy za zgodą i pod kontrolą jezuitów . Redaktorem naczelnym pism po zmianie właściciela został z ramienia zakonu Franciszek Bohomolec późniejszy współtwórca „Monitora”, po którym stanowisko objął ks. Stefan Łuskina, późniejszy redaktor naczelny Gazety Warszawskiej  .

## Treść
Informacje zamieszczane w Kurjerze Polskim dotyczyły wydarzeń z życia towarzyskiego wyższych sfer, dworu królewskiego, bieżącej polityki, akcji militarnych, przedsięwzięć gospodarczych, oficjalnych uroczystości oraz przestępstw kryminalnych. Były one oficjalnie uzyskiwane z urzędów lub od opłacanych informatorów, a także od osób, które podawały je w nadziei na druk. Wiadomości zagraniczne opierały się głównie na tłumaczeniach z gazet obcych .
Wydawanie gazet w XVIII wieku wiązało się z najczęściej z polityką informacyjną dworu królewskiego . Król wydawał przywileje na publikacje i dzięki temu kontrolował oficjalny przekaz informacji. Pismo nie podlegało oficjalnie cenzurze prewencyjnej jednak kontrolowali je przełożeni drukarń, a egzemplarz każdego wydrukowanego numeru od samego początku dostarczany był do kancelarii królewskiej. Kurier był czytany przez polskiego króla, który niewątpliwie wpływał na jego treść. Dużą rolę pełniła autocenzura redaktorów, którzy zdawali sobie sprawę z tego co mogą wydrukować na łamach gazety aby nie stracić koncesji .
Pismo popularyzowało także wiedzę co było związane z misją pijarów, którzy zajmowali się nauczaniem oraz prowadzeniem szkół. Zamieszczano w odcinkach informacje geograficzne oraz historyczne dotyczące Polski, a także informacje z tych dziedzin, które związane były z konkretną wiadomością co miało służyć pełniejszemu zrozumieniu podawanej informacji. Gazeta zapowiadała również publikacje książkowe. Szczegółowo informowała np. o dystrybucji zbioru praw polskich Volumina Legum publikowanych w latach 1732–1739 przez pijara Stanisława Konarskiego. Pismo powoływało się także na oficjalne urzędowe dokumenty oraz listy, które niekiedy cytowało na swoich łamach we fragmentach lub w całości .

## Dane techniczne i dystrybucja
Pismo nie odbiegało poziomem edytorskim od ówczesnej prasy europejskiej. Miało układ dwuszpaltowy, czyli po staropolsku półarkuszowy, a jedynymi elementami graficznymi były winiety tytułowe. W winiecie „Kuriera Polskiego” wyobrażony był kurier pocztowy dmący w trąbkę sygnałową i galopujący na koniu, który w edycji pijarskiej skierowany był w lewo, a w jezuickiej w prawo. W winiecie „Uprzywilejowanych Wiadomości...” widniał herb Rzeczypospolitej Obojga Narodów przedstawiający Orła białego w koronie – herb Korony Królestwa Polskiego oraz Pogoń – herb Litwy. Oba tytuły miały cztery strony i pierwotnie wychodziły w formacie zbliżonym do A4. W latach 1740–1760 ze względu na wysoką cenę papieru format się zmniejszył do 19,5 × 16 cm .
Gazeta rozpowszechniana była nie tylko w Warszawie, ale w całej Rzeczypospolitej Obojga Narodów. Dzięki usługom pocztowym w środę i sobotę docierała ona również do różnych polskich miast na prowincji. Nakład był zmienny, wahał się od 500 do 1000 egzemplarzy. Roczny abonament na prenumeratę gazety wynosił 4 czerwone złote .

## Zachowane roczniki
Roczniki „Kuriera Polskiego” posiada w swoich zbiorach wiele bibliotek w Polsce:
- Biblioteka Uniwersytecka w Warszawie – roczniki z lat 1730–1748, które biblioteka udostępniła w zdigitalizowanej formie online[8].
- Biblioteka Uniwersytetu Łódzkiego – roczniki z lat 1732–1760, udostępnione online[9]
- Biblioteka Jagiellońska – roczniki z lat 1729–1760[6] [10]